# 马自英
马自英（1963年—），云南屏边人，苗族，中华人民共和国政治人物、第十一届全国人民代表大会云南地区代表。
毕业于云南省委党校法律专业。担任云南省红河州屏边县政协副主席、县民政局局长。2008年起担任全国人大代表。